# Kamara-Haus

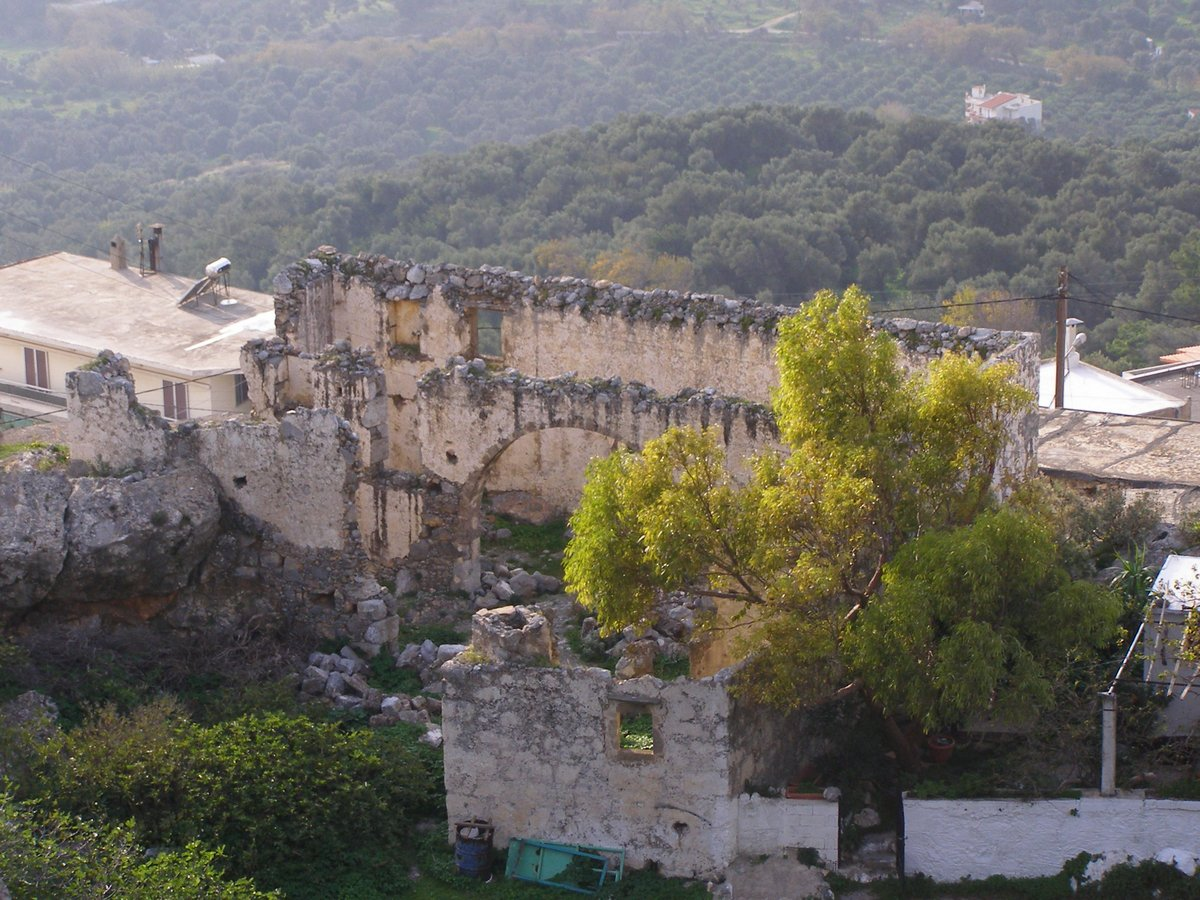
Ruine eines großen Kamara-Hauses in Myrthios

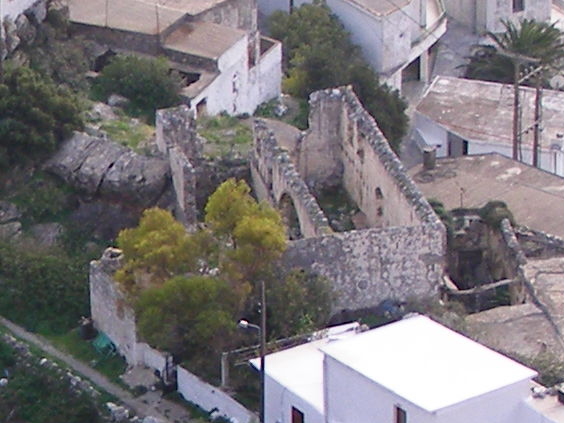
Grundriss gut erkennbar

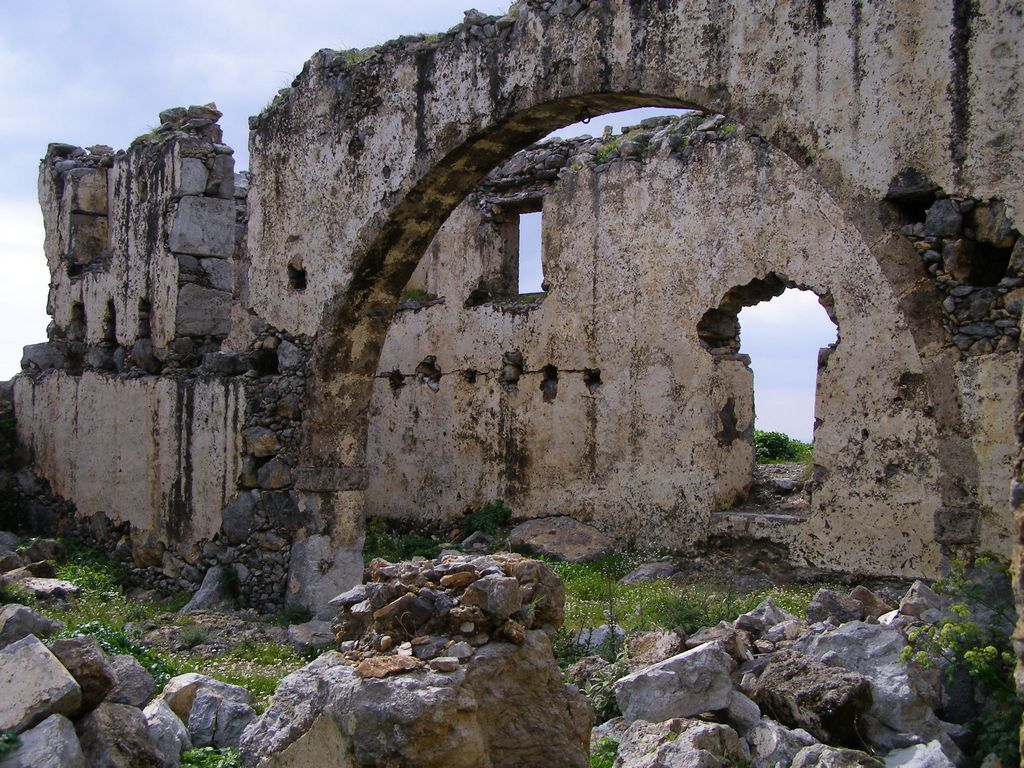
Detail

Das Kamara-Haus ist eine traditionelle Hausform der griechischen Insel Kreta. Es ist sehr häufig zu finden in den Regionen Sfakia, Kydonia, Apokorona, Rethymno und auch im äußersten Osten Kretas. Man kann diese Bauform auch auf Rhodos oder Karpathos und seltener auf anderen griechischen Inseln finden.
Gewöhnlicherweise hat ein Kamara-Haus die Ausmaße von zirka 8 mal 5 Metern und ist längsseits durch einen gemauerten Bogen geteilt, καμάρα (kamára) genannt. Der Bogen erreicht aus Stabilitätsgründen nie die Außenwände. Die Längsseiten des Hauses sind zumeist straßenwärts ausgerichtet, mit einer Eingangstür in der Mitte. Die Rückwand wird an der hangaufwärtigen Seite oft durch anstehenden Fels gebildet. Sehr große Kamara-Häuser können auch zweistöckig angelegt sein. Eine der vier Nischen des durch den Bogen überspannten großen Raumes wird fast immer von einer Koch- und Feuerstelle eingenommen, die ihrerseits von einem rechtwinklig zum Hauptbogen angelegten kleinerem Bogen übermauert ist. An der der Feuerstelle gegenüberliegenden Seite des Hauses sind üblicherweise einige Kammern angelegt. Die Außen- und Innenwände sind aus unbehauenem, mit Mörtel zusammengefügten Naturstein, die Flachdachkonstruktion war ursprünglich aus quer aufgelegten Holzbalken, die ein Flechtwerk aus Zweigen oder kleineren Scheiten trugen, welches mit Lehm und Stroh abgedichtet wurde.
Eine ähnliche, einfachere Bauform ist das Kentis-Haus, es wird als Vorgänger des Kamara-Hauses angesehen. Im meist kleineren Kentis-Haus ist der aufwendige gemauerte Bogen durch einen starken Längsbalken ersetzt, der auf einem Drittel seiner Länge von einer Stütze (κέντης Kentis) unterfangen wurde, die Raumeinteilung ist ähnlich der des Kamara-Hauses. Stand kein entsprechend langer Holzbalken zur Verfügung, wurden stattdessen zwei kürzere verwendet, die Stütze stand in diesem Fall unter der Überlappungsstelle beider Balken. Eine Zwischenform beider Haustypen, manchmal Pro-Kamara-Haus genannt, ist ebenfalls mit einem Längsbalken statt steinernem Bogen konstruiert, allerdings wurde der tragende Balken auf zwei längs in den Raum ragenden kurzen Stichwänden aufgelegt. Diese Bauform hat also bereits den gleichen Grundriss wie das Kamara-Haus, auf die für den Bau des Bogens nötige Steinmetzarbeit und Bauerfahrung konnte jedoch verzichtet werden.
Heute findet man viele der oft über 200 Jahre alten Kamara-Häuser als verlassene Ruinen vor, der typische, namensgebende Bogen ist zumeist noch erhalten. Für manche Häuser in der Sfakia wird sogar ein Alter von fünf- bis sechshundert Jahren vermutet. Die aufwendige Hausbauform der Kamara-Häuser ist nur in dauerbesiedelten Dörfern und Städten, kaum in Gebieten mit Streubesiedelung zu finden.